# Hyophorbe vaughanii
Hyophorbe vaughanii é uma espécie de magnoliophyta da família Arecaceae, endémica em Maurícia e seu hábitat natural são regiões subtropicais ou tropicais de secas florestas.